# Cancuén
Cancuén est un site archéologique maya découvert en 1905 dans le nord du Guatemala par l'explorateur autrichien Teobert Maler, Cancuén signifie « place du serpent » en maya ancien. Cette ville fut sans doute l'un des plus importants centres commerciaux du monde maya vers le VIIe siècle. On pense que la cité aurait attiré plusieurs milliers de marchands en provenance des villages voisins, ainsi que de la cité de Tikal, située à 137 km au nord-est de Cancuén.
Une équipe d'archéologues a exhumé des ruines de la cité des centaines d'os, ainsi que des bijoux et des objets de valeur. Il s'agirait des restes des membres de la famille royale, dont le roi et la reine, qui auraient été exécutés lors d'une révolution de palais ou d'un soulèvement populaire, aux environs de l'an 800 de notre ère.
À la suite du massacre, le site aurait été abandonné.

## Découverte
La cité fut découverte en 1905 par l'Autrichien Teobert Maler, les premières recherches ne firent pas apparaître de temple majeur contrairement à d'autres sites, pour cette raison l'exploration du site ne fut pas prolongée à cette époque. C'est en 1967 qu'une équipe d'étudiants de l'Université Harvard découvrit les ruines d'un immense palais de plus de 200 pièces, occupant une surface de presque 20 km².